# اورانیا
اورانیا (به یونانی: Ουρανία)، در اساطیر یونانی میوز اخترشناسی است.
از دختران زئوس و منه‌موزین که میوزها نامیده می‌شدند. تعدادشان نه تن بود و هر یک الههٔ حامی هنری خاص بودند. اورانیا میوز نجوم بود.